# August Weberbauer
August (ou Augusto) Weberbauer, né le 26 novembre 1871 à Breslau (en province de Silésie) et mort le 16 janvier 1948 à Lima (Pérou), est un botaniste et universitaire allemand, spécialiste de la flore péruvienne, qui dirigea également entre 1906 et 1907 le Jardin botanique de Viktoria (aujourd'hui Limbé) au Kamerun allemand.

## Distinctions
L'herbier de l'Université nationale agraire La Molina (UNALM) de Lima porte son nom (Herbario Augusto Weberbauer).
Plusieurs taxons lui rendent hommage, tels que le genre Weberbauerocereus et les espèces Guadua weberbaueri, Masdevallia weberbaueri, Matucana weberbaueri (de) ou Paramongaia weberbaueri .